# Judomaster
Judomaster  es el nombre de varios superhéroes que aparecen en los cómics estadounidenses publicados por DC Comics.
Una encarnación no identificada de Judomaster aparece en la serie de televisión Peacemaker de DC Extended Universe, interpretado por Nhut Le.

## Historia ficticia

### Hadley Jagger
La identidad secreta de Judomaster era Hadley "Rip" Jagger, un sargento en la Segunda Guerra Mundial en el Ejército de los Estados Unidos. Rescató a la hija del jefe de una isla del Pacífico y, a cambio, le enseñaron el arte marcial del judo. El tenía un niño compañero llamado Tiger. En la serie de respaldo de Nightshade en Capitán Átomo, un tigre adulto era el instructor de artes marciales de Nightshade.
El título de Judomaster duró del n.° 89 al n.° 98, desde junio de 1966 hasta diciembre de 1967. Fue un nuevo título de Gunmaster, que en sí mismo era un nuevo título de Six-Gun Heroes.
Junto con la mayoría de los personajes de superhéroes de Charlton Comics, los derechos de Judomaster se vendieron a DC Comics. En la continuidad post-crisis, se decía que Judomaster era miembro del All-Star Squadron, el equipo de superhéroes de DC durante la Segunda Guerra Mundial, aunque nunca apareció en una historia publicada como miembro del equipo. Su compañero infantil, Tiger, más tarde se convertiría en el villano Avatar en la miniserie L.A.W. publicada por DC Comics, que volvió a unir a los personajes de Charlton que habían sido adquiridos por DC. En la misma serie se muestra que Judomaster ha vivido durante algún tiempo en la ciudad ficticia de Nanda Parbat. A medida que pasa el tiempo de una manera diferente allí, Judomaster ha conservado una forma más joven. Desde la miniserie, Judomaster solo ha aparecido unas pocas veces.
En algún momento de su vida, tuvo un hijo llamado Thomas Jagger.
Judomaster fue asesinado cuando participó en la batalla gigante de Metrópolis durante la historia de "Crisis infinita" durante la cual el supervillano Bane le rompió la espalda.

### Sin nombre
Andreas Havoc, un enemigo de Thunderbolt, desafió a Thunderbolt a la batalla, sintiendo que él le había robado su posición legítima como "Vajra". Blue Beetle, Capitán Átomo y Nightshade ayudaron a Thunderbolt a luchar contra Havoc en una batalla psíquica mientras que el nuevo Judomaster ayudó a rescatar a los héroes en el mundo físico. Más tarde apareció asistiendo a un servicio conmemorativo para los ciudadanos de Star City.

### Thomas Jagger
Thomas "Tommy" Jagger es hijo de Hadley Jagger, de quien heredó el nombre de Judomaster. Jagger también es uno de los principales agentes de campo de Checkmate, dentro del cual se le conoce como el Caballero Blanco, y es un hombre abiertamente gay. Jagger entra en conflicto cuando Checkmate se involucra en las elecciones de Santa Prisca a pedido de las Naciones Unidas. Bane, el asesino de su padre, es sospechoso de relleno electoral, intimidación y falsificación de resultados electorales. Jagger se ofrece como voluntario para la misión y es rechazado por  White King/Mr. Terrific.  Josephine Tautin, el Caballero de la Reina Negra, es elegida, pero una emergencia médica le impide ir. De mala gana, Mr. Terrific acepta el despliegue de Jagger, junto con Fire. Fire complica la misión cuando actúa siguiendo órdenes que le dio en secreto por Amanda Waller, lo que da como resultado la intervención directa de Bane con Jagger. Se resiste al deseo de vengar a su padre por el honor, pero logra vencer a Bane en una pelea. Los dos agentes llegan a su punto de exfiltración y regresan a la sede de Checkmate, donde Jagger informa a los Royals of Fire del sabotaje. Jagger también pasó un tiempo como un devoto encubierto de Kobra.

### Sonia Sato
Una femenina Judomaster, Sonia Sato, fue reclutada por Oracle para irrumpir en una prisión mexicana. De acuerdo con el tema del grupo Birds of Prey, este Judomaster, a diferencia de los demás, es femenino. El talento metahumano de Sonia le permite proyectar un "campo de aversión" que le impide ser golpeada por ataques dirigidos específicamente a ella. Esto no incluye ataques que no tengan puntería, como proyectiles aleatorios y explosiones. Con la ayuda de la Sociedad de la Justicia de América, detiene a los asesinos de Yakuza liderados por Tiger. En su aparición anterior en Birds of Prey, se muestra que Sonia Sato tiene un dominio del inglés superior a la media, lo que le permite comunicarse sin esfuerzo. Durante su mandato en la Sociedad de la Justicia de América, se muestra incapaz de hablar inglés, aprendiendo solo con grandes dificultades para dominar un dominio forzado y algo deteriorado del idioma.
Se la muestra en una relación con Damage, besándolo incluso después de que su rostro temporalmente curado se revirtiera a su rostro con muchas cicatrices. El romance de Sonia con Damage termina cuando es asesinado por Jean Loring reanimada durante Blackest Night. Ahora, como parte del escuadrón All-Star Justice Society of America de Magog, Sonia ayuda a sus compañeros de equipo a repeler la invasión de Black Lantern en Manhattan. Sonia y Atom Smasher buscan sobrevivientes en la ciudad, solo para tropezar con Damage, ahora miembro del Black Lantern Corps, que le arranca el corazón a un oficial de policía.
Después del final de Blackest Night, una Judomaster muy angustiada y afligida planea volver a su plan anterior de venganza contra Tiger, el asesino de su padre, sintiendo que sin el amor de Damage no tiene nada más para anclar a una vida más feliz. Ella es detenida por el Rey Quimera, quien le transmite la mitad faltante del último mensaje de Damage para ella, grabado antes de Blackest Night, en el que Grant comparte con Sonia su deseo de someterse a una cirugía correctiva en la cara y construir una vida más simple y feliz con ella. deseando a Sonia, en caso de su muerte, una vida mejor. Por lo tanto, King Chimera puede convencer a Sonia de que cumpla los últimos deseos de Grant dejando a Tiger con vida (aunque con una fuerte paliza). Además, Sonia decide mejorar su inglés (razonando que solo Damage tuvo la amabilidad de soportar su comprensión lenta y forzada del idioma), y después de darle a su amante un elogio entre lágrimas, comienza a financiar varios fondos de ayuda para las personas que Damage ha lastimado sin querer en los años, intentando darle un cierre, usando el dinero que ella "requirió" de Tiger antes de encarcelarlo.
En la secuela de Watchmen Doomsday Clock, Judomaster aparece como miembro del equipo de superhéroes de Japón llamado Big Monster Action.

## Otras versiones
- Se vio una versión femenina en el cómic Kingdom Come de Alex Ross y Mark Waid, como miembro del Batallón de Justicia de Magog, junto con el resto de los 'Héroes de acción' de Charlton. Aparentemente, fue asesinada con los otros miembros cuando el Capitán Átomo fue asesinado.
- En el número final de 52, se revela un nuevo Multiverso, que originalmente constaba de 52 realidades idénticas. Entre las realidades paralelas que se muestran se encuentra una denominada "Tierra-4". Como resultado de que Mister Mind "come" aspectos de esta realidad, adquiere aspectos visuales similares a la pre-Crisis Tierra-4, incluidos Judomaster y los otros personajes de Charlton. Los nombres de los personajes no se mencionan en el panel en el que aparecen, el Judomaster es visualmente similar al Rip Jagger Judomaster.[12] Según los comentarios de Grant Morrison, este universo alternativo no es la pre-Crisis Tierra-4.[13]
- Una versión de Sonia Sato aparece en Tierra 2 #9 como parte de "The New 52", un reinicio de la historia de DC Comics. Junto con otras versiones paralelas de exmiembros de JSA (a saber, Wesley Dodds, también conocido como Sandman) que residen en la Tierra 2, la Mayor Sonia Sato del Ejército Mundial aparece en la casa de la madre de Jay Garrick en un intento de detener a Jay. Se la ve usando un sigilo que la designa como representante de la nación de Japón.[14]

## En otros medios

### Televisión
- Sonia Sato aparece en el episodio de Stargirl, "Summer School: Chapter Ten", interpretada por Kristen Lee. Esta versión es una ciudadana de Blue Valley que dirige un puesto de café.
- Un Judomaster no identificado aparece en Peacemaker, interpretado por Nhut Le.[15] Esta versión trabaja como guardaespaldas del senador estadounidense Royland Goff y se alía con las "Mariposas", extraterrestres parásitos dirigidos en secreto por Goff.

### Cine
- Rip Jagger aparece en Batman: Soul of the Dragon, con la voz de Chris Cox.[16] Esta versión es un estudiante de O-Sensei junto con Shiva, Richard Dragon, Jade, Ben Turner y Bruce Wayne estacionados en Nanda Parbat. En secreto, miembro del culto de Kobra, mata a Jade para liberar a Nāga de su dimensión mística, pero es devorado por los sirvientes demoníacos de Nāga.